# Глубоково (Петушинский район)
Глубоково — деревня в Петушинском районе Владимирской области России, входит в состав Нагорного сельского поселения.

## География
Деревня расположена в 4 км на юг от города Покров и в 24 км на юго-запад от райцентра города Петушки, близ ж/д платформы Глубоково на линии Орехово-Зуево — Владимир.

## История
В конце XIX — начале XX века деревня входила в состав Покров-Слободской волости Покровского уезда. В 1859 году в деревне числилось 51 двор, в 1905 году — 64 двора.
С 1929 года деревня являлась центром Глубоковского сельсовета Орехово-Зуевского района, в 1944—1960 годах деревня входила в состав Покровского района, с 1965 года — в составе Петушинского района. С 2005 года — деревня в составе Нагорного сельского поселения.
1 сентября 1958 года в деревне была открыта Глубоковская школа.

## Население
| 1859 | 1905 | 1926 | 2002 | 2010 | 2021 |
| ---- | ---- | ---- | ---- | ---- | ---- |
| 351  | ↗369 | ↘329 | ↗360 | ↘346 | ↗513 |

Глубоково — одно из мест компактного проживания цыган. Этнические цыгане составляют большинство населения. 

## Инфраструктура
В деревне расположены Глубоковская основная общеобразовательная школа, дом культуры.